# Dreaming Out Loud (filme)
Dreaming Out Loud é um filme de comédia estadunidense de 1940  dirigido por Harold Young e estrelado por Chester Lauck e Norris Goff. O filme é baseado na série de rádio Lum and Abner, também é conhecido como Dinheiro Não é Tudo.

## Sinopse
Os populares personagens de rádio Lum e Abner fazem sua estréia no cinema nessa comédia melodramática. A história gira em torno do armazém Jot-Em-Down em Pine Ridge, Arkansas, onde os dois caipiras trabalham. Lá eles se envolvem em uma série de confusões com os moradores da cidade.

## Elenco
- Chester Lauck ...Lum Edwards
- Norris Goff ...Abner Peabody
- Frances Langford ...Alice
- Frank Craven ...Dr. Walter Barnes
- Bobs Watson ...Jimmy
- Irving Bacon ...Wes Stillman
- Clara Blandick ...Jessica Spencer
- Robert Wilcox ...Dr. Kenneth Barnes
- Donald Briggs ...Will Danielson
- Robert McKenzie ...Constable Caleb Weeunt
- Phil Harris as Peter Atkinson
- Sheila Sheldon as Effie Lou Stillman
- Troy Brown Jr. as Washington